# Lijst van Belgische adelsverheffingen 1975
Dit is een lijst van personen die in 1975 in de Belgische adel werden opgenomen of een adellijke titel verwierven.

## Graaf
- Jonkheer Robert Lippens (1911-1996), de titel graaf, overdraagbaar bij eerstgeboorte.

## Burggravin
- Gravin Marie-Elisabeth d'Oultremont (1909-1988), weduwe van jonkheer Jean de Beughem de Houtem (1906-1956), de titel burggravin voor de naam van haar overleden echtgenote.

## Baron
- Albert Fallon (1915-1988), erfelijke adel en persoonlijke titel baron.
- Jonkheer Michel Gendebien (1929- ), de titel van baron, overdraagbaar bij eerstgeboorte.
- Jonkheer Gerard Gendebien (1931- ), de titel van baron, overdraagbaar bij eerstgeboorte.
- Jan-Albert Goris of Marnix Gijsen, erfelijke adel en persoonlijke titel baron.
- Charles Héger, minister van Landbouw, erfelijke adel en de titel baron, overdraagbaar bij eerstgeboorte.
- Paul Mahaux (1900- ), erfelijke adel en persoonlijke titel baron.
- Albert Mélot (1915-2010), erfelijke adel en de titel baron, overdraagbaar bij eerstgeboorte.
- Jonkheer René Nottebohm (1907-1983), persoonlijke titel baron, overdraagbaar bij eerstgeboorte.
- Baron Guy de Roest d'Alkemade Oem de Moesenbroeck (1915- ), overdraagbaarheid van de titel op alle afstammelingen die de naam dragen.
- Jacques de Thier (1900-1996), ambassadeur, erfelijke adel en de persoonlijke titel baron.
- Franz de Voghel, minister, erfelijke adel en de persoonlijke titel baron (in 1977 uitgebreid tot erfelijke titel, overdraagbaar bij eerstgeboorte).

## Ridder
- Jonkheer Charles de Crane d'Heysselaer (1897-1981), titel van ridder, overdraagbaar op zijn twee zoons.
- Jonkheer Ivan Feyerick (1899-1976), de titel van ridder, overdraagbaar bij eerstgeboorte.
- Albert Snyers d'Attenhoven, notaris, senator, erfelijke adel en de persoonlijke titel ridder. (In 1988 is de persoonlijke titel erfelijk geworden en overdraagbaar bij eerstgeboorte.)
- Jonkheer Jan de Spot, de titel ridder, overdraagbaar bij eerstgeboorte.

## Jonkheer
- François de Bellefroid (1925- ), erfelijke adel.
- René de Brouwer (1908- ), erfelijke adel.
- Albert de Brouwer (1918- ), erfelijke adel.
- Georges de Bruyn (1932-1995), erfelijke adel.
- Pierre de Bruyn (1906-1976), erfelijke adel.
- Robert de Bruyn (1906-1995), erfelijke adel.
- Edmond de Bruyn (1904-1994), erfelijke adel.
- Paul Coart (1892-1979), hoogleraar, erfelijke adel.
- Albert Pirlot de Corbion (1920-1977), erfelijke adel.
- Jean-Pierre Pirlot de Corbion (1920-1990), erfelijke adel.
- Henri Pirlot de Corbion (1898-1981), erfelijke adel.
- René Thibaut de Maisières (1912- ), erfelijke adel.